# Part Lies, Part Heart, Part Truth, Part Garbage 1982–2011
Part Lies, Part Heart, Part Truth, Part Garbage 1982–2011 é uma coletânea de maiores sucessos da banda de rock alternativo R.E.M., lançado em 2011. Pretendido como uma peça final em sua carreira, este é o primeiro álbum de compilação que apresenta seus primeiros trabalhos na gravadora
e I.R.S. Records, além de seus 10 lançamentos em estúdio pela Warner Bros. Records. A retrospectiva em disco duplo foi lançada pela Warner Bros em 11 de novembro de 2011 e foi compilada pelos membros da banda; a existência da compilação foi revelada simultaneamente com o anúncio do grupo de que eles estavam se separando em 21 de setembro de 2011.

## Criação e compilação
Além das músicas gravadas anteriormente que abrangem toda a carreira da banda, três novas músicas estão incluídas. Seu último álbum de estúdio - Collapse into Now - cumpriu as obrigações contratuais da banda com a Warner Bros. e eles começaram a gravar material sem contrato alguns meses depois com o produtor Jacknife Lee em Athens, Georgia com a possível intenção de lançarem o trabalho como independentes. Em vez de completar o material para um álbum, a banda optou por pegar o que eles haviam concluído nessas sessões e lançá-los nesta compilação. As novas músicas "Hallelujah" e "A Month of Saturdays" foram feitas nas sessões de Collapse into Now e o single principal "We All Go Back to Where We Belong" foi gravado inteiramente após esse álbum.
A banda compilou o conteúdo, tentando capturar diferentes períodos de suas composições. O vocalista Michael Stipe explicou que a inspiração para sua abordagem na compilação das músicas foi a compilação de David Bowie, Changesonebowie. O título do álbum vem de uma piada que o guitarrista Peter Buck fez sobre a banda durante uma entrevista em 1988: "O R.E.M. é parte mentiras, parte coração, parte verdade e parte lixo".

## Promoção
"We All Go Back to Where We Belong" foi disponibilizado na Internet em 17 de outubro de 2011. As primeiras críticas da música a consideraram uma "balada discreta e encharcada de cordas" (Stereogum) e compararam com o estilo pop de Burt Bacharach e o álbum de 2001 do R.E.M, Reveal.
Nas semanas que antecederam o lançamento da compilação, Mike Mills e Michael Stipe fizeram um breve período de aparições promocionais na mídia britânica, descartando a opção de se reunir; enquanto Buck estava em turnê com John Wesley Harding e a banda The Minus 5. A banda pré-estreou as novas músicas no site da NPR a partir de 6 de novembro de 2011.

## Recepção
| Críticas profissionais | Críticas profissionais |
| Pontuações agregadas   | Pontuações agregadas   |
| Fonte                  | Avaliação              |
| ---------------------- | ---------------------- |
| Metacritic             | 87/100                 |
| Avaliações da crítica  |                        |
| Fonte                  | Avaliação              |
| AllMusic               | [ 15 ]                 |
| Consequence of Sound   | [ 16 ]                 |
| Drowned in Sound       | 8/10                   |
| Entertainment Weekly   | B                      |
| The Independent        | [ 19 ]                 |
| The Phoenix            | [ 20 ]                 |
| Pitchfork              | 9.4/10                 |
| PopMatters             | [ 22 ]                 |
| Rolling Stone          | [ 23 ]                 |
| Slant Magazine         | [ 24 ]                 |

Part Lies, Part Heart, Part Truth, Part Garbage 1982–2011 foi recebido com análises positivas dos críticos citados no agregador Metacritic, onde obteve uma pontuação média de 87 de 100, com base em 19 análises. Ao escrever para a BBC Music, Paul Whitelaw chamou a retrospectiva de "definitiva", tornando todas as outras compilações da banda "praticamente obsoletas". Ele continua dizendo que o arco da carreira da banda os mostra cada vez mais brandos e irrelevantes, mas este álbum captura essa cronologia.  Andy Gill de The Independent discordou e deu ao álbum uma classificação perfeita de cinco estrelas, dizendo que o arco de composição da banda tinha "inspirada criatividade", incluindo os "toques bacharachianos das faixas inéditas finais."

## Lista de faixas
Todas as faixas escritas e compostas por Bill Berry, Peter Buck, Mike Mills e Michael Stipe, exceto onde especificado.. 
| Disco Um |                                                                           |         |  |
| N.º      | Título                                                                    | Duração |  |
| 1.       | "Gardening at Night" (de Chronic Town, 1982)                              | 3:29    |  |
| 2.       | "Radio Free Europe" (de Murmur, 1983)                                     | 4:03    |  |
| 3.       | "Talk About the Passion" (de Murmur)                                      | 3:21    |  |
| 4.       | "Sitting Still" (de Murmur)                                               | 3:17    |  |
| 5.       | "So. Central Rain (I'm Sorry)" (de Reckoning, 1984)                       | 3:15    |  |
| 6.       | "(Don't Go Back To) Rockville (versão editada)" (de Reckoning)            | 4:32    |  |
| 7.       | "Driver 8" (de Fables of the Reconstruction, 1985)                        | 3:23    |  |
| 8.       | "Life and How to Live It" (de Fables of the Reconstruction)               | 4:06    |  |
| 9.       | "Begin the Begin" (de Lifes Rich Pageant, 1986)                           | 3:28    |  |
| 10.      | "Fall on Me" (de Lifes Rich Pageant)                                      | 2:50    |  |
| 11.      | "Finest Worksong" (de Document, 1987)                                     | 3:48    |  |
| 12.      | "It's the End of the World as We Know It (And I Feel Fine)" (de Document) | 4:05    |  |
| 13.      | "The One I Love" (de Document)                                            | 3:17    |  |
| 14.      | "Stand" (de Green, 1988)                                                  | 3:12    |  |
| 15.      | "Pop Song 89" (de Green)                                                  | 3:04    |  |
| 16.      | "Get Up" (de Green)                                                       | 2:39    |  |
| 17.      | "Orange Crush" (de Green)                                                 | 3:52    |  |
| 18.      | "Losing My Religion" (de Out of Time, 1991)                               | 4:28    |  |
| 19.      | "Country Feedback" (de Out of Time)                                       | 4:09    |  |
| 20.      | "Shiny Happy People" (de Out of Time)                                     | 3:46    |  |
| 21.      | "The Sidewinder Sleeps Tonite" (de Automatic for the People, 1992)        | 4:07    |  |

| Disco dois |                                                                                      |         |  |
| N.º        | Título                                                                               | Duração |  |
| 22.        | ""Everybody Hurts" (de Automatic for the People)                                     | 5:17    |  |
| 23.        | "Man on the Moon" (de Automatic for the People)                                      | 5:13    |  |
| 24.        | "Nightswimming" (de Automatic for the People)                                        | 4:16    |  |
| 25.        | "What's the Frequency, Kenneth?" (de Monster, 1994)                                  | 4:00    |  |
| 26.        | "New Test Leper" (de New Adventures in Hi-Fi, 1996)                                  | 5:26    |  |
| 27.        | "Electrolite" (de New Adventures in Hi-Fi)                                           | 4:05    |  |
| 28.        | "At My Most Beautiful" (Buck, Mills, Stipe / de Up, 1998)                            | 3:35    |  |
| 29.        | "The Great Beyond" (Buck, Mills, Stipe / de Man on the Moon, 1999)                   | 5:06    |  |
| 30.        | "Imitation of Life" (Buck, Mills, Stipe / de crieal, 2001)                           | 3:57    |  |
| 31.        | "Bad Day" (de In Time: The Best of R.E.M. 1988-2003, 2003)                           | 4:05    |  |
| 32.        | "Leaving New York" (Buck, Mills, Stipe / de Around the Sun, 2004)                    | 4:49    |  |
| 33.        | "Living Well Is the Best Revenge" (Buck, Mills, Stipe / de Accelerate, 2008)         | 3:11    |  |
| 34.        | "Supernatural Superserious" (Buck, Mills, Stipe / de Accelerate)                     | 3:23    |  |
| 35.        | "Überlin" (Buck, Mills, Stipe / de Collapse into Now, 2011)                          | 4:15    |  |
| 36.        | "Oh My Heart" (Buck, Mills, Stipe, Scott McCaughey / de Collapse into Now)           | 3:21    |  |
| 37.        | "Alligator_Aviator_Autopilot_Antimatter" (Buck, Mills, Stipe / de Collapse into Now) | 2:45    |  |
| 38.        | "A Month of Saturdays" (Buck, Mills, Stipe / inédita)                                | 1:40    |  |
| 39.        | "We All Go Back to Where We Belong" (Buck, Mills, Stipe / inédita)                   | 3:35    |  |
| 40.        | "Hallelujah" (Buck, Mills, Stipe / inédita)                                          | 3:42    |  |

| iTunes Store bonus music videos |                                                |         |  |
| N.º                             | Título                                         | Duração |  |
| 41.                             | "Radio Free Europe"                            | 3:11    |  |
| 42.                             | "Talk About the Passion"                       | 3:21    |  |
| 43.                             | "Fall On Me"                                   | 2:59    |  |
| 44.                             | "The One I Love"                               | 3:17    |  |
| 45.                             | "Orange Crush"                                 | 3:50    |  |
| 46.                             | "Losing My Religion"                           | 4:45    |  |
| 47.                             | "Man on the Moon"                              | 4:46    |  |
| 48.                             | "What's the Frequency, Kenneth?"               | 4:01    |  |
| 49.                             | "All the Way to Reno (You're Gonna Be a Star)" | 4:22    |  |
| 50.                             | "Leaving New York"                             | 4:43    |  |
| 51.                             | "Supernatural Superserious"                    | 3:39    |  |
| 52.                             | "Überlin"                                      | 3:53    |  |

## Créditos
R.E.M.
- Bill Berry   - bateria; percussão; vocais de apoio; baixo em "Country Feedback"; composição; produção em "Gardening at Night", "Finest Worksong", It's the End of the World as We Know It (And I Feel Fine)", "The One I Love", "Stand", "Pop Song 89", "Get Up", "Orange Crush ", "Losing My Religion", "Country Feedback", "Shiny Happy People",  "The Sidewinder Sleeps Tonite", "Everybody Hurts", "Nightswimming", "What's the Frequency, Kenneth?", "New Test Leper", e "Electrolite"; notas de encarte
- Peter Buck   - guitarras e violões; bandolim; banjo em "Electrolite"; composição; produção em "Gardening at Night", "Finest Worksong", "It's the End of the World as We Know It (And I Feel Fine)", "The One I Love", "Stand", "Pop Song 89", "Get Up", "Orange Crush", "Losing My Religion", "Country Feedback", "Shiny Happy People", "The Sidewinder Sleeps Tonite", "Everybody Hurts", "Nightswimming", "What's the Frequency, Kenneth?", "New Test Leper", "Electrolite", "At My Most Beautiful", "The Great Beyond", "Imitation of Life", "Bad Day", "Leaving New York", "Living Well Is the Best Revenge", "Supernatural Superserious", "Überlin", "Oh My Heart", "Alligator_Aviator_Autopilot_Antimatter", "A Month of Saturdays", "We All Go Back to Where We Belong", e"Hallelujah"; notas de encarte
- Mike Mills   - baixo; vocais de apoio; órgão em "Country Feedback" e "New Test Leper"; piano em "Electrolite"; teclados e arranjos em "Losing My Religion"; composição; produção em "Gardening at Night", "Finest Worksong", "It's the End of the World as We Know It (And I Feel Fine)", "The One I Love", "Stand", "Pop Song 89", "Get Up", "Orange Crush", "Losing My Religion", "Country Feedback", "Shiny Happy People", "The Sidewinder Sleeps Tonite", "Everybody Hurts", "Nightswimming", "What's the Frequency, Kenneth?", "New Test Leper", "Electrolite", "At My Most Beautiful", "The Great Beyond", "Imitation of Life", "Bad Day", "Leaving New York", "Living Well Is the Best Revenge", "Supernatural Superserious", "Überlin", "Oh My Heart", "Alligator_Aviator_Autopilot_Antimatter", "A Month of Saturdays", "We All Go Back to Where We Belong", e"Hallelujah"; notas de encarte
- Michael Stipe   - vocais; composição; produção em "Gardening at Night", "Finest Worksong","It's the End of the World as We Know It (And I Feel Fine)", "The One I Love", "Stand", "Pop Song 89", "Get Up", "Orange Crush", "Losing My Religion", "Country Feedback", "Shiny Happy People", "The Sidewinder Sleeps Tonite", "Everybody Hurts", "Nightswimming", "What's the Frequency, Kenneth?", "New Test Leper", "Electrolite", "At My Most Beautiful", "The Great Beyond", "Imitation of Life", "Bad Day", "Leaving New York", "Living Well Is the Best Revenge", "Supernatural Superserious", "Überlin", "Oh My Heart", "Alligator_Aviator_Autopilot_Antimatter", "A Month of Saturdays", "We All Go Back to Where We Belong", e"Hallelujah"; notas de encarte

Músicos adicionais
- Shamarr Allen   - trompete em "Oh My Heart"
- David Arenz   - violino em "Shiny Happy People"
- Ellie Arenz   - violino em "Shiny Happy People"
- Denise Berginson-Smith   - violino em  "The Sidewinder Sleeps Tonight", "Everybody Hurts" e "Nightswimming"
- Mark Bingham   - arranjos de cordas em "Shiny Happy People"
- David Braitberg   - violino em "Shiny Happy People"
- Andy Carlson   - violino em "Electrolite"
- Knox Chandler   - violoncelo em "The Sidewinder Sleeps Tonight", "Everybody Hurts" e "Nightswimming"
- Andrew Cox   - violoncelo em "Shiny Happy People"
- Nathan December   - guiro em "Electrolite"
- Lommie Ditzen   - violino em "The Sidewinder Sleeps Tonight", "Everybody Hurts" e "Nightswimming"
- Patti Gouvas   - violino em "The Sidewinder Sleeps Tonight", "Everybody Hurts" e "Nightswimming"
- George Hanson   - maestro em "The Sidewinder Sleeps Tonight", "Everybody Hurts" e "Nightswimming"
- Reid Harris   - viola em "Shiny Happy People", "The Sidewinder Sleeps Tonight", "Everybody Hurts" e "Nightswimming"
- Peter Holsapple   - violão em "Losing My Religion" e "Shiny Happy People"
- John Paul Jones   - arranjos orquestrais em "The Sidewinder Sleeps Tonight", "Everybody Hurts" e "Nightswimming"
- Leroy Jones   - trompete em "Oh My Heart"
- Ralph Jones   - contrabaixo em "Shiny Happy People"
- Kirk M. Joseph, Sr.   - sousaphone em "Oh My Heart"
- Lenny Kaye   - guitarra em "Alligator_Aviator_Autopilot_Antimatter"
- John Keane   - pedal steel em "Country Feedback"
- Kathleen Kee   - violoncelo em "The Sidewinder Sleeps Tonight", "Everybody Hurts" e "Nightswimming"
- Dave Kempers   - violino em "Shiny Happy People"
- Daniel Laufee   - violoncelo em "The Sidewinder Sleeps Tonight", "Everybody Hurts" e "Nightswimming"
- Scott McCaughey   - guitarra, teclados, vocais de apoio, acordeão
- Elizabeth Murphy   - violoncelo em "Shiny Happy People", "The Sidewinder Sleeps Tonight", "Everybody Hurts" e "Nightswimming"
- Paul Murphy   - viola em "Shiny Happy People", "The Sidewinder Sleeps Tonight", "Everybody Hurts" e "Nightswimming"
- Heidi Nitchie   - viola em "The Sidewinder Sleeps Tonight", "Everybody Hurts" e "Nightswimming"
- Peaches   - vocais em "Alligator_Aviator_Autopilot_Antimatter"
- Bill Rieflin   - bateria, bouzouki, teclados, guitarra
- Kate Pierson   - vocais em "Shiny Happy People"
- Sandy Salzinger   - violino em "The Sidewinder Sleeps Tonight", "Everybody Hurts" e "Nightswimming"
- Sou-Chun Su   - violino em "The Sidewinder Sleeps Tonight", "Everybody Hurts" e "Nightswimming"
- Judy Taylor   - violino em "The Sidewinder Sleeps Tonight", "Everybody Hurts" e "Nightswimming"
- Deborah Workman   - oboé em "The Sidewinder Sleeps Tonight", "Everybody Hurts" e "Nightswimming"

Pessoal técnico
- Chris Bilheimer   - design de arte
- Joe Boyd   - produção em "Driver 8" e "Life and How to Live It"
- Don Dixon   - produção em "Radio Free Europe", "Talk About the Passion", "Sitting Still", "So. Central Rain (I'm Sorry)" e "(Don't Go Back To) Rockville"
- Don Gehman   - produção em "Begin the Begin" e "Fall On Me"
- Mitch Easter   - produção em "Gardening at Night", "Radio Free Europe", "Talk About the Passion", "Sitting Still", "So. Central Rain (I'm Sorry)" e "Don't Go Back To) Rockville"
- Jacknife Lee   - produção em "Living Well Is the Best Revenge", "Supernatural Superserious", "Überlin", "Oh My Heart", "Alligator_Aviator_Autopilot_Antimatter", "A Month of Saturdays",  "We All Go Back to Where We Belong", e "Hallelujah"
- Scott Litt   - produção em "Finest Worksong", "It's the End of the World as We Know It (And I Feel Fine)", "The One I Love", "Stand", "Pop Song 89", "Get Up", "Orange Crush",  "Losing My Religion", "Country Feedback", "Shiny Happy People", "The Sidewinder Sleeps Tonite", "Everybody Hurts", "Nightswimming", "What's the Frequency, Kenneth?", "New Test Leper", e "Electrolite"
- Pat McCarthy   - produção em "At My Most Beautiful", "The Great Beyond", "Imitation of Life", "Bad Day" e "Leaving New York"
- Jay Weigel   - ligação orquestral em "Shiny Happy People"

## Tabelas musicais

### Tabelas semanais
| Gráficos (2011)                    | Pico <br> posição |
| ---------------------------------- | ----------------- |
| Austrália ( ARIA )                 | 71                |
| Áustria ( Ö3 )                     | 20                |
| Bélgica (Flandres) ( Ultratop 50 ) | 8                 |
| Bélgica (Valônia) ( Ultratop )     | 20                |
| Canadá ( CANOE )                   | 79                |
| República Tcheca ( IFPI )          | 31                |
| Dinamarca ( Tracklisten )          | 13                |
| França ( SNEP )                    | 114               |
| Alemanha ( controle de mídia )     | 15                |
| Irlanda ( IRMA )                   | 16                |
| Itália ( FIMI )                    | 7                 |
| Holanda ( MegaCharts )             | 14                |
| Noruega ( VG-Lista )               | 25                |
| Polônia ( ZPAV )                   | 37.               |
| Espanha ( PROMUSICAE )             | 18                |
| Suécia ( Sverigetopplistan )       | 39.               |
| Suíça ( Hitparade )                | 17                |
| Reino Unido ( OCC )                | 19                |